# دم‌اسبیان
دم‌اسبیان (نام علمی: Equisetaceae) از خویشاوندان سرخس‌ها هستند و در مناطق مرطوب یافت می‌شوند.
دم‌اسبیان اگرچه خویشاوندی چندان نزدیکی با هر دو گروه سرخس‌ها و پنجه‌گرگیان ندارند، ولی جزء این گروه بزرگ به حساب می‌آیند. البته دم‌اسبیان شبیه آن‌ها نیستند. دم‌اسبیان ساقه‌های بندبندی دارند که معمولاً حلقه‌هایی از شاخه‌های ظریف در این بندها مشاهده می‌شود.

## تولید مثل دم‌اسبیان
تولید مثل آن‌ها به وسیله هاگ و سلول‌های جنسی صورت می‌گیرد. هاگ‌ها در کیسه‌های کپسولی شکلی که بعداً به هاگدان نمو می‌یابند، تشکیل می‌شوند. این هاگدان‌ها به نوعی اندام مخروطی ویژه متّصل هستند. هر مخروط روی پایهٔ ویژه‌ای قرار دارد که در اوایل بهار ظاهر می‌شود. وقتی هاگدان‌ها رسیده می‌شوند، شکافته شده و تودهٔ سبز رنگی از هاگ‌ها در محیط بیرون آزاد می‌شوند؛ که معمولاً با باد به جاهای مختلف پراکنده و پخش می‌شوند. این هاگ‌ها، در محیط مناسب برای رشد، جوانه زده و گیاهان کوچکی پدیدمی‌آورند. این گیاهان کوچک یاخته‌های جنسی نر و ماده را تولید می‌کنند. این سلول‌ها پس از لقاح به یک دم اسبی بالغ تبدیل خواهند شد.

## پیشینه
در جنگل‌های شرجی پیش از تاریخ، دم اسبیان اوّلیه به بلندی درخت بودند و در تشکیل رگه‌های زغال سنگ در ۳۰۰ میلیون سال پیش دخالت داشتند. معدنچیان قطعه‌هایی از ساقه‌های فسیل شدهٔ این گیاهان یافته‌اند که شبیه صورت‌های غول آسایی از دم اسبیان امروزی هستند.

## استحکام شاخه‌ها
دم اسبیان سلول‌های سیلیس دار خاصی دارند که سبب استحکام شاخه‌های آن‌ها می‌شود. در گذشته و به خاطر استحکام همین شاخه‌ها، از آن‌ها به عنوان سیم ظرف‌شویی و در تمیز کردن اشیای فلزی، مانند شمشیر و زره استفاده می‌شد.